# MBT-70
De MBT-70 of in het Duits: de Kampfpanzer 70, was een gemeenschappelijk project van Duitsland en de Verenigde Staten met als doel een nieuwe geavanceerde gevechtstank te ontwikkelen. Het project begon begin jaren zestig en eindigde eind jaren zestig na een gigantische budgetoverschrijding. Duitsland trok zich terug en het Amerikaanse congres schrapte het project. De naam stond voor Main Battle Tank jaren 70.

## Voorgeschiedenis
Het project was bedoeld om de veronderstelde toekomstige kwaliteitsverbetering van de tanks van de Sovjet-Unie te ondervangen. Dit land had net de T-62 geïntroduceerd, een tank die niet zo héél veel beter was dan zijn voorganger, de T-55; maar men ging ervan uit dat in de jaren zeventig een geheel nieuwe generatie zou verschijnen die nu al in ontwikkeling moest zijn. Deze generatie zou superieur zijn aan de toen recent geïntroduceerde Leopard 1 van Duitsland en de Amerikaanse M60. Verbeteringen stonden gepland voor de Leopard maar het leek erop dat deze onvoldoende zouden zijn. In feite stond de Sovjet-Unie al op het punt aan de bouw van een voorserie van een sterk verbeterd type te beginnen. Deze tank zou een mechanische lader krijgen en een keramisch pantser; hij verscheen al in 1964 als de T-64. De westerse inlichtingendiensten bevonden zich hierover echter in een staat van onwetendheid.
In de vroege jaren zestig gingen de technologische ontwikkelingen zeer snel, vooral op wapengebied. Er was een enorme vooruitgang geboekt in de prestaties van gevechtsvliegtuigen door de toepassing van moderne elektronica en de laatste rakettechnologie. Tanks vormden in dit geheel een tamelijk achtergebleven gebied. Afgezien van de introductie van afstandmeters waren ze niet fundamenteel verschillend van hun voorlopers uit de Tweede Wereldoorlog. Amerika concludeerde dat er ruimte was voor een forse inhaalslag. Door toepassing van de nieuwste snufjes moest het mogelijk blijken een duidelijke technologische voorsprong op de Sovjettanks te behalen, die als kwalitatieve superioriteit een tegenwicht zou bieden aan het kwantitatieve overwicht van het Warschaupact. Zoiets zag men zelfs als een fundamentele eis bij de wapenontwikkeling: het voldoen aan de technological imperative. President Dwight Eisenhower had nog weerstand geboden aan de lobby van het militair-industrieel complex, maar onder de regering van John F. Kennedy gingen alle deuren open voor de adviesbureaus die vele decennia lang de Amerikaanse defensiepolitiek zouden beheersen. Zij produceerden een veelheid aan plannen waarvan de uiterlijke schittering, bedoeld om de politici te verblinden, meestal omgekeerd evenredig was aan de realiteitszin. Eén daarvan was dat voor een hypermoderne supertank, de MBT 70. Die tank moest ook een standaardtank worden voor de hele NAVO: een van de sterke punten van het Warschaupact was dat dit overwegend Sovjetvoertuigen gebruikte, terwijl naast Amerika het Verenigd Koninkrijk zijn eigen voertuigen ontwikkelde en Frankrijk en Duitsland daar ook aan dreigden te beginnen. Er werd dus contact opgenomen met de Bondsrepubliek, waarvan het in 1956 opgerichte leger dezelfde grootte moest krijgen als dat van de VS, om een gezamenlijke tank te ontwikkelen. Duitsland stelde nog eerst de Leopard voor maar dat werd eind 1962, nadat het voertuig voor de vorm nog wat getest was, afgewezen. Amerika had bij dit alles een beetje haast, want het eigen tankproject uit de jaren vijftig, de T95, was faliekant mislukt.

## Ontwikkeling
Duitsland en de Verenigde Staten kwamen in augustus 1963 overeen om samen een nieuwe tank te ontwikkelen. Duitsland zou dertig procent van de kosten voor zijn rekening nemen: het zou dus financieel voornamelijk een Amerikaans project zijn, vooral wat de geavanceerde onderdelen betrof. Van de 34 deelcomponentgroepen zouden er echter achttien door de Duitsers ontwikkeld worden, zes door de Amerikanen en tien gezamenlijk. Al snel deden zich onderlinge conflicten voor. Beide landen begonnen het ontwerp naar zich toe te trekken. Over elk onderdeel werd gediscussieerd; het kanon, de motor en zelfs het gebruik van het metrisch stelsel of het Imperiale Systeem. Uiteindelijk werd besloten beide te gebruiken, wat de kosten flink opdreef.
In december 1963 werden de specificaties bekendgemaakt. De opdracht werd aan Amerikaanse zijde gegund aan General Motors; aan Duitse zijde werd in augustus 1964 een apart consortium opgericht, de Deutsche Entwicklungsgeselschaft. Tot februari 1965 werden er conceptuele studies verricht. Die leverden vijf voorstellen op waarvan er drie verder ontwikkeld werden en weer gecombineerd in een afsluitend houten model. In mei 1966 werd er op basis van dit eindconcept de opdracht gegeven acht Duitse en acht Amerikaanse prototypen te bouwen. In juni 1966 was het eerste Amerikaanse onderstel klaar, het Duitse in september. In juli 1967 kwam het eerste Amerikaanse prototype gereed, in oktober het Duitse. In februari 1968 besloot men het aantal prototypen te beperken tot tweemaal zes. In april 1968 werd opdracht gegeven tot de bouw van prototypen van de tweede generatie. In totaal zijn er veertien MBT-70's gebouwd. Op dat moment begonnen de eerste prototypen van de beide landen, hoewel sterk in algemene vorm overeenkomend, in deelcomponenten al flink van elkaar te verschillen; men kon meestal niet tot een overeenstemming komen.

## Beschrijving

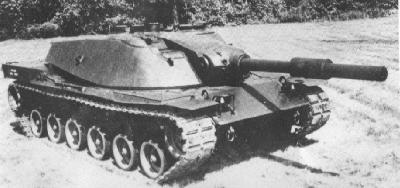
De Main Battle Tank 70 in de Amerikaanse versie

De MBT-70 was een geavanceerde tank die voor zijn tijd een futuristisch uiterlijk had. Hij verschilde echter van de meeste andere onderzoeksprojecten. Het hele ontwerp was opgebouwd rond de keuze voor de hoofdbewapening: een kanon dat zowel normale granaten als antitankraketten kon verschieten. Deze toepassing van de rakettechnologie zag men toen als bij uitstek modern en gewenst. Normale kanonnen werden als eigenlijk verouderd beschouwd. Toch koos men niet, zoals bij sommige andere tankontwerpen, voor een voertuig dat puur in het afschieten van raketten gespecialiseerd was. Dat zou immers een antitankvoertuig opgeleverd hebben en men wilde juist een echte Main Battle Tank maken, want het hele project ging uit van de veronderstelling dat die niet als zodanig verouderd waren geraakt. Men hinkte dus op twee gedachten. Een raketlanceervoertuig zou heel klein hebben kunnen zijn, maar nu werd de tank juist heel groot want net op het ene gebied waar men besloot zich op bestaande technologie te baseren, de hoofdbewapening, was alleen een systeem voorhanden, de Shillelagh kanongelanceerde antitankraket, dat een heel fors kaliber bezat: 152 millimeter. Zowel de raketten als de granaten waren dus heel groot en dat vergde een enorme geschuttoren. Om het ruimtebeslag wat te beperken en omdat een menselijke lader wellicht overbelast zou raken, plaatste men een mechanische lader aan het eind van de toren, die zo heel diep werd. De grote toren zou op zich een hoge tank opgeleverd hebben, die een opvallend doelwit zou zijn. Om dit te voorkomen, besloot men de romp zo laag mogelijk te maken door de chauffeur naar de toren te verhuizen, waar anders toch maar twee man zouden zitten. Dit zorgde echter voor het volgende probleem: hoe kon de chauffeur zien waar de tank heen ging als hij in een draaiende tankkoepel zat? De oplossing vond men door hem vooraan links van het kanon in een contraroterende cilinder te zetten, die automatisch in een richting draaide die tegengesteld was aan die van de toren zelf. Zo kon de chauffeur steeds rechtuit kijken — of in iedere andere richting, want dat kon hij naar keuze instellen. Het tankprofiel werd verder verlaagd door in plaats van een torsiestaafophanging, die ruimte op de bodem van de romp vergt, een hydropneumatische ophanging aan te brengen die ook naar keuze de tank op tien tot zeventig centimeter van de grond kon brengen. Ondanks het gewicht van de tank liet ze hoge snelheden in het terrein toe.
Het pantser zou gezien de gewichtsklasse van zo'n vijftig ton frontaal een equivalentie moeten hebben gehad van 400 mm. Men probeerde dat wat te verbeteren door afschuining, maar ook door toepassing van een laminaatpantser. Dit bestond uit twee lagen staal. De binnenste was een zachter staal die ook als splintervoering diende, de buitenste was van koudgewalst staal dat zeer hard was om een penetrator te breken. Tussen beide was wat ruimte gelaten als extra bescherming tegen HEAT- granaten. De Amerikanen waren van plan dit op te vullen met een vroege versie van keramisch pantser, dat ze toen beproefden in de vorm van achter het hele oppervlak doorlopende lagen keramiekvezels gevat in een metallisch matrixmateriaal, dus niet in tegelvorm zoals tegenwoordig. Dit had het nadeel dat een enkele treffer het keramische pantser in een grote zone zou doen breken. Verder had de tank schotten, brandvrije deuren en een beveiligde munitieopslag. De tank was volledig ABC-beschermd, wat eenvoudiger gemaakt werd door het feit dat de chauffeur geen eigen ruimte nodig had. En passant bracht men ook een airconditioning aan.
De Duitse Kampfpanzer-70-prototypen beproefden eerst een motor van Daimler-Benz en later een van MTU. Beiden leverden 1500 pk. De MTU-motor kon daarbij, samen met de aandrijving, binnen vijftien minuten uit de tank gehaald worden. De Amerikaanse MBT-70 had een V12 diesel van Continental die 1470 pk leverde. Beide versies van de tank haalden een topsnelheid van 69 km/u, in die tijd sneller dan enige andere westerse tank. De verhouding gewicht - motorvermogen zou op dertig pk per ton moeten liggen.

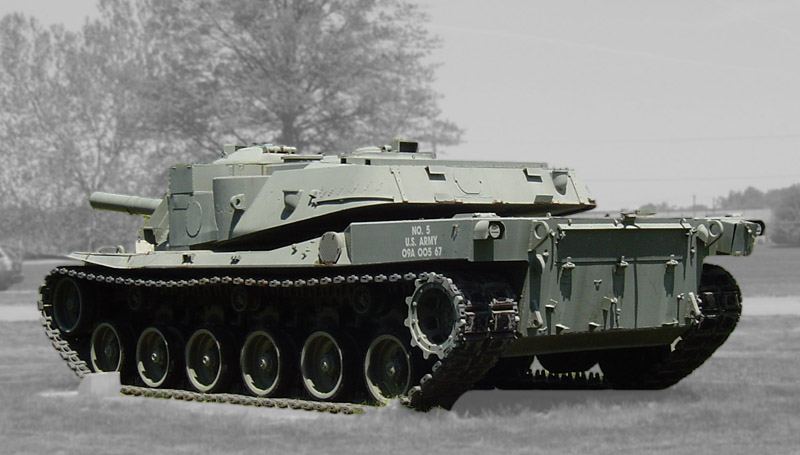
De MBT-70 in het US Army Ordnance Museum te Aberdeen, Maryland. Duidelijk is de naar achteren ver uitstekende vorm van de toren te zien, in welk uitsteeksel zich de automatische lader en de munitievoorraad bevinden. Links aan de toren de houder voor het luchtafweerkanon

De Amerikanen installeerden een gestabiliseerde XM-150 152 mm, een kanon dat speciaal ontwikkeld was om draadgeleide antitankraketten af te vuren. Tijdens beproevingen bleek het systeem vele feilen te vertonen. De huls was verbrandbaar gemaakt om te voorkomen dat de bemanning van drie: de commandant, de chauffeur en de schutter, opgescheept zou komen te zitten met enorme hulzen. In de praktijk was de verbranding echter niet volledig en zat men met smeulende resten als het kanon zich weer opende. Het systeem had ook het nadeel dat de vuursnelheid laag lag, de kosten per raket zeer hoog en de trefzekerheid van de granaten laag. De Duitsers rustten hun versie van de tank daarom met een 120 mm gladloopskanon van Rheinmetall uit, waarvoor dan echter weer een andere lader ontwikkeld zou moeten worden. De Amerikanen wilden hierin niet meegaan. Het geheel was voorzien van de eerste primitieve laserafstandsmeter en een passieve nachtzichtkijker. Alle vizieren en kijkers waren gestabiliseerd. De MBT-70 had ook als eerste tankproject ter wereld een elektronisch vuurleidingssysteem.
Het secundaire wapen was een 20 mm automatisch luchtafweergeschut dat, behalve de in ruststand naar achteren uitstekende kanonsloop, onder een luik in een cilindervormige uitbouw achter de bestuurder verborgen zat en in geval van een aanval van antitankhelikopters opgericht kon worden om die af te slaan. Een 7,62 mm machinegeweer zat naast het kanon. Op beide zijden van de toren zaten ten slotte rookwerpers.
De deelcomponenten werden in 1966 getest en de tank als geheel in 1968. Een probleem dat hierbij naar boven kwam was dat, anders dan voorspeld, de bestuurder gedesorienteerd raakte bij het draaien van de geschuttoren. Verder bleek het Duitse 120 mm kanon uitstekend te voldoen, de Amerikaanse 152 mm vormde echter een ernstig probleemgeval. Het allergrootste probleem was echter de inzetbaarheid. Met een automatische lader, een kanonraketlanceerder, een roterende bestuurderscabine, een hydropneumatische ophanging en een volautomatisch luchtafweerkanon had de tank even zovele zeer onderhoudsgevoelige deelcomponenten aan boord die geen van alle correct waren doorontwikkeld. Elk op zich zou voor een tank al een achilleshiel geweest zijn; hun combinatie garandeerde zowat dat op ieder gegeven moment de meerderheid van de voertuigen van een eenheid zich in onderhoud bevond.
In alle andere opzichten was de tank echter beter dan de oude M60. Hij was
veel sneller, trok veel sneller op en was veel comfortabeler. Hij was ook veel lager waardoor de kans dat de tank op een gevechtsafstand van 1500 meter getroffen werd een derde kleiner was.

## Het einde

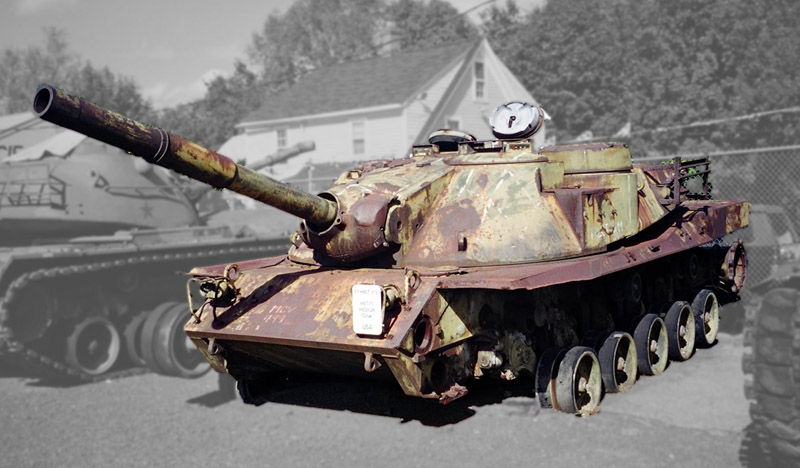
De MBT-70 in het Military Museum of Southern New England

Tegen 1969 was de kostprijs van het project vijf keer hoger dan het oorspronkelijke budget geworden. De kosten beliepen op dat moment al 830 miljoen DM en het eind was nog lang niet in zicht. De productiekosten van een enkel exemplaar werden geschat op 1.200.000 USD of 2.300.000 DM, het drievoudige van een Leopard. Van veel deelcomponenten was het op dat moment onzeker of het überhaupt zou lukken er ooit een betrouwbaar type van te ontwikkelen. Het grootste probleem was echter de Duitse voorkeur voor een normaal kanon. Gegeven de keuze voor zo'n wapen was eigenlijk de hele ontwerpopzet van de tank fout. Het Duitse ministerie van defensie trok zich eind 1969 terug en gaf het bedrijf Krauss-Maffei in 1970 opdracht tot de ontwikkeling van de Leopard 2. Ook het Amerikaans congres begon te protesteren waarop het Amerikaanse leger een goedkopere versie, de XM803, begon te ontwikkelen. Die bleek echter ook te duur en was niet beter dan de M60 die ze zou moeten vervangen. Het congres schrapte daarop het project in november 1971. Het budget werd naar een nieuw project, de XM815 en later XM1, overgeheveld. Dat project leidde uiteindelijk tot de M1 Abrams. Een latere samenwerking tussen het Duitse Leopard 2-project en het Amerikaanse M1 Abrams-project leidde ertoe dat beide het Duitse Rheinmetall 120 mm gladdeloopskanon gingen gebruiken.
Vijf prototypes zijn momenteel in musea te bezichtigen. Een Kampfpanzer 70 staat in het Deutsches Panzermuseum in Munster en een in de Wehrtechnische Studiensammlung in Koblenz. Een MBT-70 is te zien in het Fort Knox in Kentucky, in het US Army Ordnance Museum te Aberdeen, Maryland en in het Military Museum of Southern New England te Danbury, Connecticut.